# Ургенч (футбольний клуб)
Футбольний клуб «Ургенч» або просто «Ургенч» (узб. «Urganch» futbol klubi) — узбецький професіональний футбольний клуб з міста Ургенч Хорезмської області. Існував з 1997 по 1999 роки.

## Назви клуби
- 1997 — «Тадбіркор»
- 1998—1999 — «Ургенч»

## Історія
У 1997 році в Ургенчі був створений футбольний клуб «Тадбіркор». У тому ж році клуб виграв фінальний турнір Другої ліги і завоював право виступити в Першій лізі.
У 1998 році клуб невдало виступив у Першій лізі.
У 1999 році клуб через брак фінансування припинив існування.

## Досягнення
- Друга ліга чемпіонату Узбекистану
  -  Чемпіон (1): 1997

## Статистика виступів

### Чемпіонат Узбекистану
| Сезони | Ліги       | Назва       | І  | В | Н | П  | ЗМ | ПМ | О  | Місце (кількість учасників) | Примітки               |
| 1997   | Друга ліга | «Тадбіркор» | 5  | 5 | 0 | 0  | 11 | 1  | 15 | 1 (6)                       | ⇑ Перехід у Першу лігу |
| 1998   | Перша ліга | «Ургенч»    | 38 | 8 | 5 | 25 | 42 | 94 | 29 | 19 (20)                     | ⇓ Перехід у Другу лігу |

### Кубок Узбекистану
| Сезони | І | В | Н | П | ЗМ | ПМ | О           | Стадія |
| 1998   | 1 | 0 | 0 | 1 | 1  | 2  | Попер.раунд |        |